# 同人少女JB
『同人少女JB』（どうじんしょうじょジェイビー）は、一本木蛮による日本の漫画作品。双葉社の漫画アクション公式サイトがウェブコミック配信サイト『Web漫画アクション堂』としてリニューアルされた際に連載開始した漫画の一つで、2011年10月18日配信分で全6話を以って第一部を完結、翌2012年6月より第二部を連載。同サイトが2013年4月に「WEBコミックハイ!」と合併し「WEBコミックアクション」にリニューアル後も連載は継続し2013年11月22日に完結。

## 概要
「おたく」という言葉がまだ一般に知られていなかった1982年の日本を舞台に、漫画やアニメなどを愛好する少女を描くストーリー漫画である。携帯電話やインターネットといった情報取得手段の無かった時代、雑誌のイラスト投稿者だった主人公は専門誌などの情報を頼りに同人誌の購読、コスプレ、同人誌即売会参加と同人活動の幅を拡げていく。
元々別作品の構想を持っていた著者が、自分の作風に合う読者層を持つ漫画アクション編集部にネームを持ち込みした際、それに応じた同世代の編集者からの提案を受けて執筆を始めた作品である。一本木蛮自身の過去を基にした半自伝的作品であり、島本和彦の『アオイホノオ』と同種の作品であると著者自身も認めている。また、本作の執筆に当たり島本から各話毎に助言を受けており、単行本第1巻巻末には一本木と島本による対談も収録された。単行本第3巻には安彦良和がコメント入りイラストを寄稿、島本のほか著者旧知の寺島令子や奥田ひとしら16名がそれぞれ1〜2カットを寄せた。単なる「80年代を舞台にしたオタク漫画」に留まらず、当時知られた漫画・アニメ・特撮・ドラマ及び漫画家・歌手・俳優などが実名で言及される他、「Dカップなどサイズの大きなブラジャーは流通が少なく高価」とか「学生カバンにカラーテープを貼るのは『喧嘩を買う』意思表示」といった当時の世相をつぶさに再現する作品でもある。
コミックス4巻は「to be continued to 同人少女GT」という文字で締めくくられており、続編の意欲をうかがうことができるが、2014年5月現在、連載はされていない。

## あらすじ
※単行本第1巻に収録された第一部（第6話まで）のあらすじ。
1982年春、カトリック系女子高・田園都市双葉高校で今年受験生となる藪木珠理は、「八吹十兵衛」（ジューベエ）のペンネームを使いアニメ誌や学年誌へのイラスト投稿を趣味としていた。彼女は、一様に聖子ちゃんカットの同級生たちからは浮いていたものの、親友のミーくんとの漫画・アニメ談義に花を咲かせ、それなりに充実した生活を送っていた。
そんなある日、ジューベエは大手書店の裏路地で奇妙な書店を見つける。バイク雑誌と絵本と漫画しか置いていないその小さな店で、ジューベエは漫画の好みが自分とよく似た2人の男性、星野と副田に出遭う。後日、ジューベエはその書店で「同人誌」を見つけるが、その内容は彼女の想像と違いキャラクターを使ったパロディだった。雑誌などで目にするものの初めて実物の同人誌を見たジューベエは、自分もそれに参加してみたい「ビョーキのヒト」だと自覚する。同人誌を作成したのは副田で、それに参加したいジューベエと、雑誌投稿者としての実力を持ち趣味の合う彼女を勧誘したい副田の想いは一致し、ジューベエは同人誌作りに参加することになる。
一方で、その頃ジューベエにはもう一つの関心事があった。アニメ誌のイベント記事に掲載された、アニメキャラクターの仮装（後のコスプレ）である。そうしたイベントにいつか参加したいと思う彼女は、ミーくんと共に衣装の制作を進めていた。程なく「コミケット」が川崎市で開催されることを知った彼女たちは電話帳と地図で会場となる川崎市民プラザの住所を調べ、イベントに赴いた。早速、自らは「ラムちゃん」に扮して同じく「ランちゃん」に扮したミーくんと会場を楽しむジューベエだったが、2人でステージに乗せられた際、誤って片方の乳首を露出してしまう。その場は何とか切り抜けた彼女だが、恥ずかしさを笑いに昇華しようと『ファンロード』に送った1枚の投稿ハガキが、やがて彼女の将来を変えることになるのだった。

## 登場人物
※単行本第2巻収録の第12話までの登場人物及びその情報。
藪木珠理（やぶき じゅり）この漫画の主人公で、物語の開始時は田園都市双葉高等学校3年の女子生徒。1982年3月28日時点で17歳。漫画研究部（マン研）の創始者であり前・部長（3年進級に伴い退任）。「八吹十兵衛」（やぶき じゅうべえ）のペンネームを使うハガキ職人で、ミーくんら友人・知人からも「ジューベエ」と呼ばれる。男性名の理由は「女性だからと甘く見られずに“男のロマン”やお色気イラストを描きたい」から。但し、絵を描くのはあくまで趣味であり、それを仕事などにはしたくないと考えている。『あしたのジョー』や『うる星やつら』、永井豪作品などの少年漫画や少年向けアニメを好み、しばしばそうした作品の名場面を再現した遊びをする。松濤館流空手の心得（緑帯）があるためか、部室でスクワットしたりミーくん宅で空気椅子しながら漫画雑誌を読むといった体力トレーニングをする習慣を持つ。グラマーな体型で、身体に合わないサイズの下着を着けざるを得ないのが悩み。家族構成は医科大学教授の父と、母、アキオという弟が居る。一本木のアシスタントだった環望の『ハード・ナード・ダディ』には主人公のエロ漫画家の師匠として現在の一本木をモデルとした矢吹十兵衛が登場している。
ミーくんジューベエの親友。セミロングの髪型で眼鏡をかけた女生徒。ジューベエと同じく漫画やアニメを愛好し、夕方5時半台に放送されるアニメを、よく学校帰りに自宅に立ち寄る彼女と視聴する。ジューベエの“ごっこ遊び”に付き合ったりもする一方、何かと暴走しがちな彼女をなだめたり、男性に対し無防備な彼女を心配するなど、良き理解者である。著者によれば、実際には3人の友人が個別に果たした役割をまとめて持たせたキャラクターであるという。
副田千万（ふくだ かずま）ジューベエが「BOOKS AB」で知り合った常連客の一人で、眼鏡を額に乗せた男子学生。OK大付属高校3年生、同マン研部部長。但し留年しており、かつて同期だった大学生OBが居る。漫画の好みがジューベエとよく似ており、話が合う。また、投稿者としての彼女も知っており、自ら主宰する同人誌「ラムアタック」の執筆者として彼女を迎えた。ボディビル部にも属し、川崎のコミケットではグインの仮装でその肉体を披露し、ジューベエを感心させた。著者によれば、実在の知人がモデルとされる。
星野（ほしの）ジューベエが「BOOKS AB」で知り合った常連客の一人。営業職の社会人で、バイク乗り。ジューベエや副田と漫画の趣味が似ているが、社会人と学生の違いから話の合わない点もある。何とか彼女を口説こうとし、副田には軽い恋敵意識を持つ。
マスタージューベエが第2話で立ち寄って以来通う書店「BOOKS AB」の店主。茶髪で眼鏡をかけた男性。自らトライアラーに乗るバイク好き。6歳の息子が居る。「自分の好むものと客の好むもの以外は置かない」方針で限られた種類の本と、バイク部品やクワガタムシなど書店としては風変わりな品揃えをする。店に副田の同人誌を置いたりもしているが、同人活動に対し深い理解を持つわけではない。BOOKS ABは、著者によれば実在した書店がモデルとされる。

### 世界観・用語
田園都市双葉高等学校（でんえんとしふたばこうとうがっこう）ジューベエやミーくんらの通う女子高。通称「田双」（でんふた）。カトリック系の私立高校で、制服の着用方法や生徒の素行に対して厳しい校則を持つ。
マニア、ビョーキ共に後の「おたく」に相当する語。漫画やアニメなどを愛好する人々を「マニア」、それが高じて同人活動を行う人を「ビョーキ」または「ビョーキの人」と呼ぶ。但し「おたく」ほど一般化せず、それらの愛好者同士のみで使われたため、否定的な意味合いはあまり無い。作中では「マニア」と言われたら「マニアではなく熱心なファンだ」と返すのが通例とされ、「ビョーキ」と言われて謙遜する人こそ“本物”だと描写される。

## 書誌情報
- 一本木蛮『同人少女JB』双葉社〈ACTION COMICS〉、全4巻
  1. 2011年12月27日 第1刷発行（2011年12月27日発売[11]）ISBN 978-4-575-84006-3
  2. 2012年12月27日 第1刷発行（2012年12月27日発売[12]）ISBN 978-4-575-84180-0
  3. 2013年7月26日 第1刷発行（2013年7月26日発売[13]）ISBN 978-4-575-84267-8
  4. 2014年2月28日 第1刷発行（2014年2月28日発売[14]）ISBN 978-4-575-84354-5